# Kenneth Murray (biologiste)
Pour les articles homonymes, voir Murray.
Kenneth "Ken" Murray (30 décembre 1930 - 7 avril 2013) est un biologiste moléculaire britannique et professeur Biogen de biologie moléculaire à l'Université d'Édimbourg .
Une des premières figures importantes du Génie génétique, Murray cofonde Biogen. Là, lui et son équipe développent l'un des premiers vaccins contre l'Hépatite B. Avec sa femme, la biologiste Lady Noreen Murray fonde également le Darwin Trust of Edinburgh, une organisation caritative soutenant les jeunes biologistes dans leurs études doctorales .

## Formation et carrière
Murray obtient un baccalauréat spécialisé en chimie suivi d'un doctorat de l'Université de Birmingham. De 1960 à 1964, il est chercheur au laboratoire de J. Murray Luck à l'Université Stanford et de 1964 à 1967, il est chercheur au laboratoire de Fred Sanger à l'Université de Cambridge. En 1967, il est nommé chargé de cours à l'Université d'Édimbourg et en 1976, il devient chef de la biologie moléculaire. En 1984, il est nommé professeur Biogen de biologie moléculaire, poste qu'il conserve jusqu'à sa retraite. Il est élu membre de la Royal Society en 1979  membre de la Royal Society of Edinburgh en 1989 et reçoit la médaille royale RSE en 2000 .

## Vie privée
Murray est né dans le Yorkshire et grandit dans les Midlands. Il quitte l'école à l'âge de 16 ans pour devenir technicien de laboratoire chez Boots à Nottingham. Il étudie à temps partiel et obtient un diplôme en chimie puis un doctorat en microbiologie de l'Université de Birmingham.
L'épouse de Sir Kenneth, Lady Noreen Murray est élue membre de la Royal Society en 1982 . Elle est décédée le 12 mai 2011 à l'âge de 76 ans .